# Статуя
Статуя е вид тримерна скулптура изобразяваща човек, животно или предмет. Миниатюрната статуя се нарича статуетка, а статуя представляваща само главата и раменете на човек се нарича бюст.
Основната идея с която се строят статуите е да се отпразнува историческо събитие или живота на влиятелен човек. Повечето статуи се излагат в градини, на улици или в обществени сгради и са достъпни за разглеждане от обществеността.